# 国際麻薬乱用・不正取引防止デー
国際麻薬乱用・不正取引防止デー（こくさいまやくらんよう・ふせいとりひきぼうしデー、英語: International Day against Drug Abuse and Illicit Trafficking）は薬物乱用と薬物の不正取引に反対する、国際連合制定の国際デー。日本語では、国際薬物乱用・不正取引防止デー（こくさいやくぶつらんよう・ふせいとりひきぼうしデー）とも称する。1988年以降、毎年6月26日に祝われる。1987年6月26日に薬物乱用・不正取引防止に関する国際会議が「薬物乱用統制における将来の包括的多面性アウトライン」を採択したことにちなんだもので、1987年12月7日の国際連合総会決議42/112で制定された。
国際連合の世界薬物報告書2007によると、年間の不正薬物取引は3220億米ドルに達するという。

## 各地の取り組み
イランでは2007年6月26日にテヘランで押収した70tの麻薬を燃やすデモンストレーションを行い、当時の大統領・マフムード・アフマディーネジャードは「先進国の麻薬取り締まりは生ぬるい」と批判した。
キルギスでは国際麻薬乱用・不正取引防止デーを記念して、2013年に首都・ビシュケクの南東約10kmにあるタシュタル・アタ山に薬物依存症患者らの治療を行う施設を建設した。
日本薬物対策協会は、国際麻薬乱用・不正取引防止デーに合わせて「国連 薬物乱用防止デー・イベント」を開催し、子供らが薬物に汚染されないよう効果的な教育・啓発を提言している。2015年は6月17日に東京都豊島区の南大沢ホールで開催し、アルプスシステムインテグレーションの協力を得た。
中華人民共和国では、国際麻薬乱用・不正取引防止デーの日取りを意識して麻薬犯罪に関する裁判を行い、死刑判決後に即日執行することがある。